# Maurocenia
Maurocenia es un género de plantas con flores con 18 especies pertenecientes a la familia Celastraceae.

## Taxonomía
El género fue descrito por Philip Miller y publicado en The Gardeners Dictionary...Abridged...fourth edition 1754. La especie tipo es: Maurocenia frangula Mill. 

## Especies seleccionadas
- Maurocenia americana
- Maurocenia arguta
- Maurocenia capensis